# マリアーニ・アルバム
マリアーニ・アルバム (Album Mariani) は、フランスの薬剤師で実業家のアンジェロ・マリアーニが制作した出版物。自身が発明したマリアーニ・ワインの愛飲者の記事をまとめたもので、1894年から1925年にかけて全14巻が刊行された。

## 内容

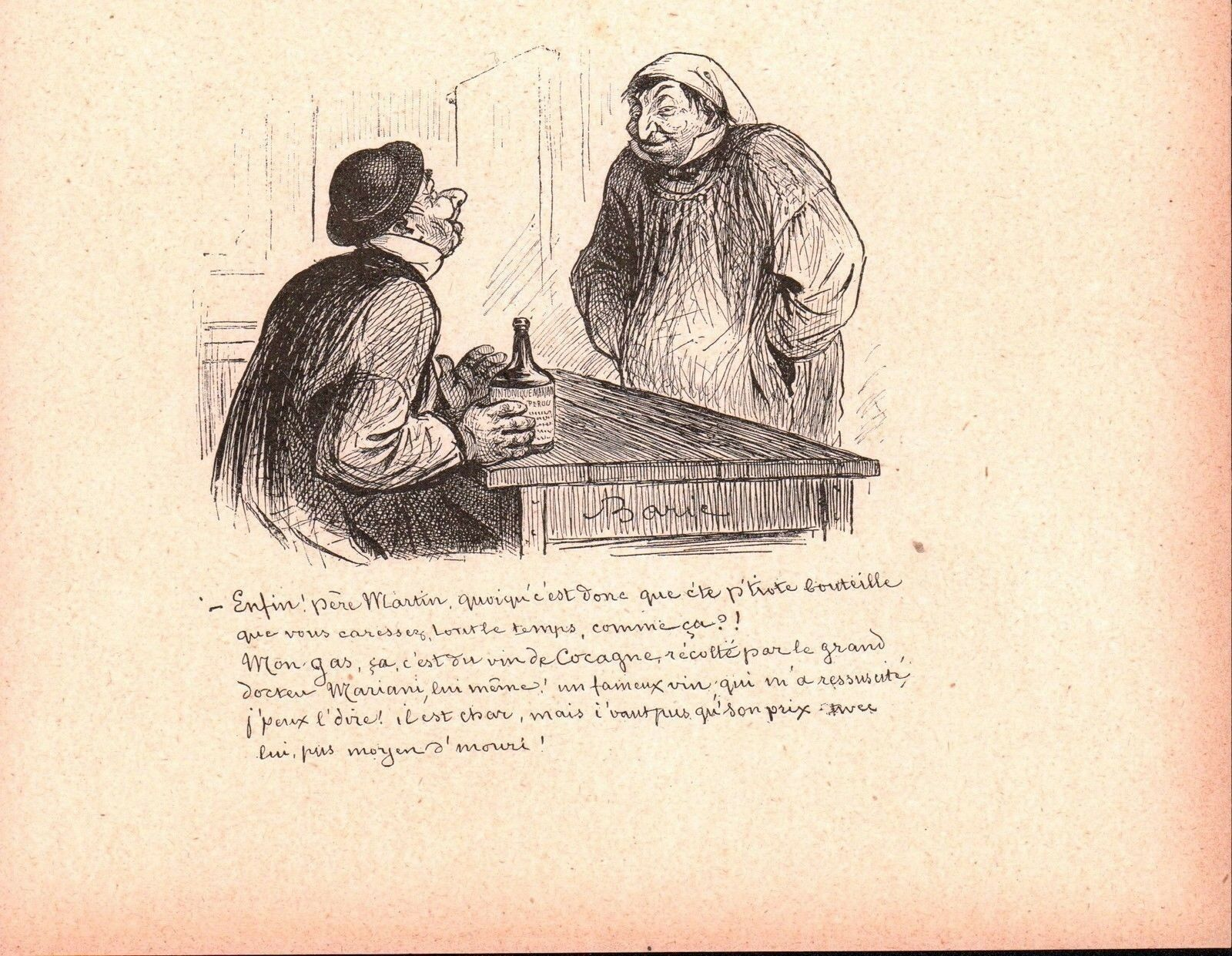
- ところでマルタン神父、あなたがいつも撫でておられるその小さなグラスは何ですか？
- これは私の活力源のマリアーニ・ワインで、偉大なマリアーニ博士がみずからお造りになったものです。これが私を生き返らせてくれたと断言できます。彼は戦車ですが、彼がおっしゃる以上の価値があります。(画文：ジュール・バリック)

フランスと世界中で大きな商業的成功を収めた、ボルドーワインとコカインをブレンドした強壮剤「マリアーニ・ワイン」の発明者であるアンジェロ・マリアーニは、広報戦略として著名人にこの飲料の試供品ボトルを贈呈し、折り返し寄せられた感想に肖像画を添えた3ページの短い伝記を発表するというアイデアを思い付き、当時各方面に影響力があった警察官のグザヴィエ・パオリの協力のもと、フランスのボッティン・モンディーン（人名録）の形式による広告のアンソロジーを作った。1894年から1925年にかけて、彼は全14巻を出版し、それぞれ75名から78名の記事にマリアーニ・ワインの歴史、効能、対象疾患についての約20ページの解説を加えた。6フランで販売された第1巻は、エディシオン・エルネスト・フラマリオンから出され、次巻からはアンリ・フローリーから美麗な用紙を用いた版も出版された。肖像版画は、ほとんどの場合写真から複製されたもので、アンリ・ブロール、エーベルト・フォン・ムイデン、アドルフ・ラルーズ、デジレ・ケスネル、アルフレッド・プルネアなどの芸術家によるものである。モノグラフは主にジャーナリストのオクターヴ・ユザンヌとジョゼフ・ユザンヌによって書かれ、アルマン・シルヴェストリ、ジュール・クラリティ、オスカル・ロティ、モーリス・ブショールなどが協力している。したがって、今日「マリアーニ・アルバム」は当時の著名人、または現在忘れ去られた人物の伝記と肖像の貴重な資料となっている。

## ウェブ公開
「マリアーニ・アルバム」はそのほとんどがフランス国立図書館（BnF）のGallicaで閲覧できる。第11巻（1908年出版）は、それまでに紹介された人物が以下のように分類されている。
- 貴族と国家元首 (教皇、君主、大統領、皇太子)
- 閣僚 (1908年までの現職者と元閣僚、内閣の取締役および大統領の秘書総長)
- 外交官 (教皇使節、使徒、大使、大臣、全権大使)
- 聖職者 (教皇、枢機卿、大司教、僧正、教父、ドミニコ会その他フランスのラビ長)
- 司法 (大統領、顧問、検察官、弁護士)
- 軍 (将軍、大佐、司令官、提督)
- アカデミー・フランセーズ会員
- フランスの研究機関 (他のアカデミー会員 : 科学、銘碑文、道徳および政治学、美術)
- 医学アカデミー (医師、外科医、専門家、教授、准士、軍医)
- 政治家 (上院議員、副議長、セーヌ県知事、パリ市長)
- 文筆家 (作家、劇作家、歴史家、ジャーナリスト)
- 画家
- 彫刻家 (像およびメダイヨン)
- 版画家 (エッチングおよびノミ）
- 音楽家 (作曲家と指揮者)
- 演劇 (叙情的で劇的な芸術家)
- その他 (分類されていないさまざまな人物)

第12巻（1911年出版）は、それまでに出版された伝記のアルファベット順の索引となっている。第13巻と14巻は、BnFにリストされており、直接問い合わせることはできるが、Gallicaには掲載されていない。「フィガロ」は1910年10月31日刊のイラスト付き記事で第13巻の抜粋を紹介している。1921年2月6日刊には準備中として第14巻が紹介され、アンジェロ・マリアーニの死後7年経った11月16日刊には同じく準備中の巻の抜粋が掲載された（これはおそらくBnF未登録のため公開されていない）。一方、第10巻に掲載された人物の索引（12巻掲載分よりも精確さに欠ける）は1925年に公開された。

## ギャラリー

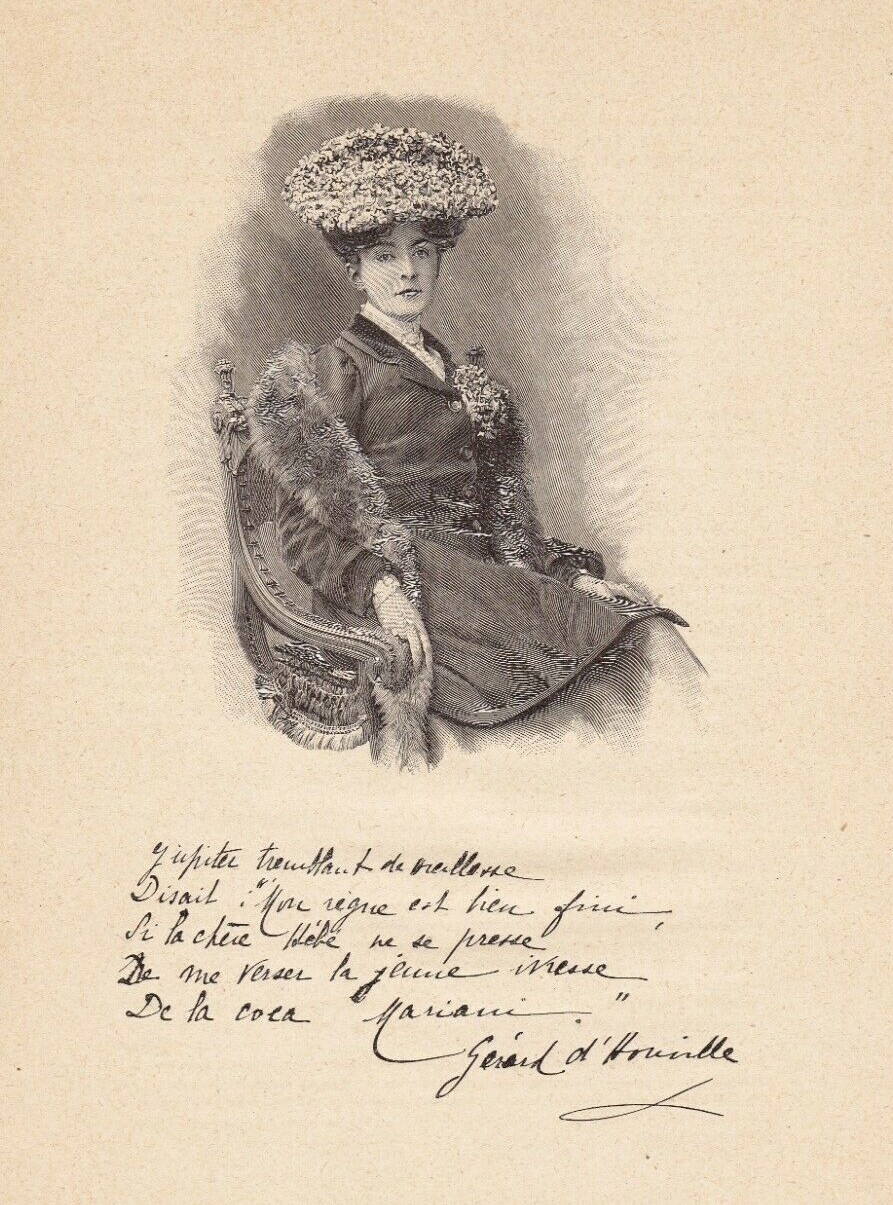
マリー・ド・エレディア
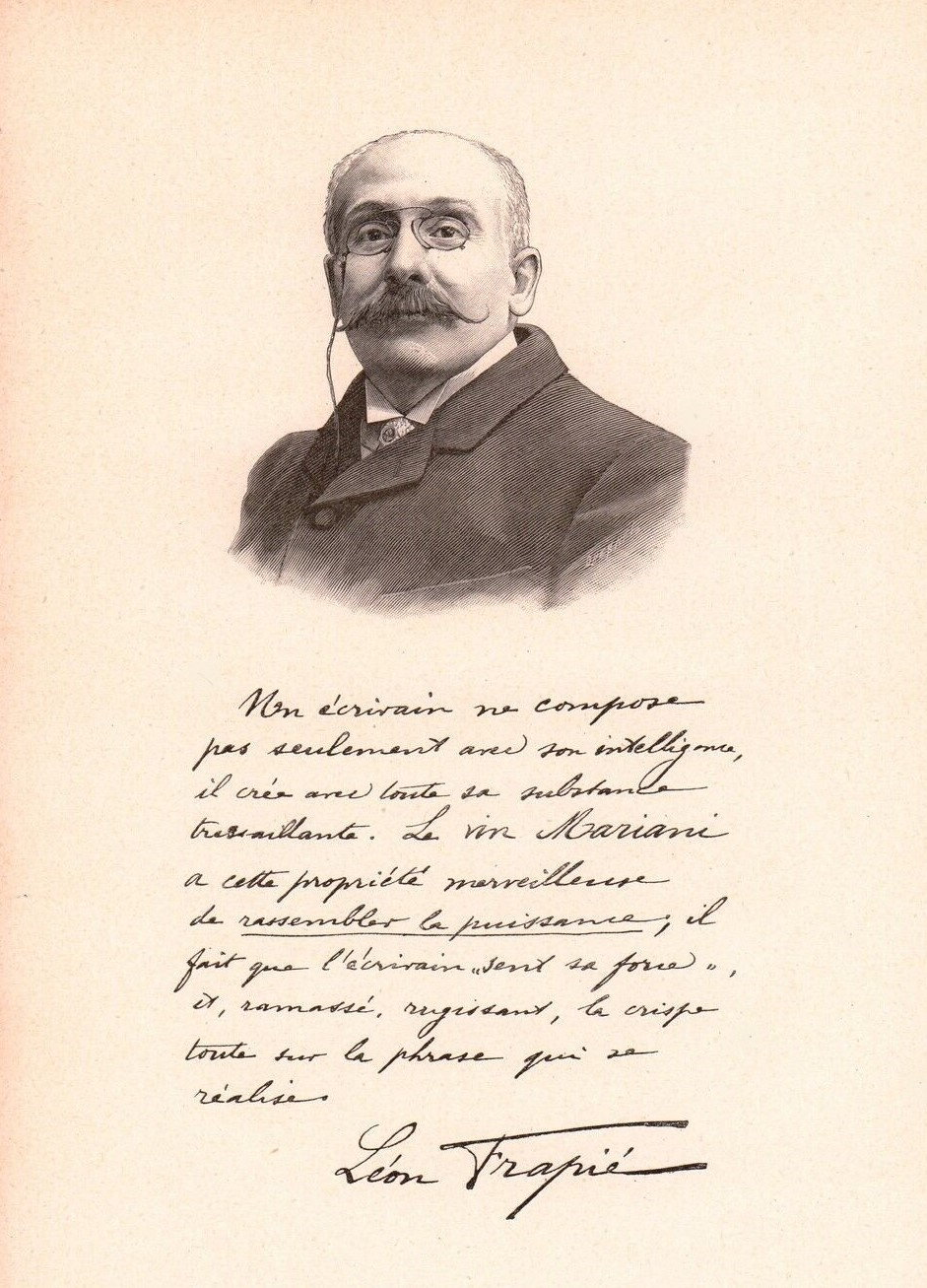
レオン・フラピエ
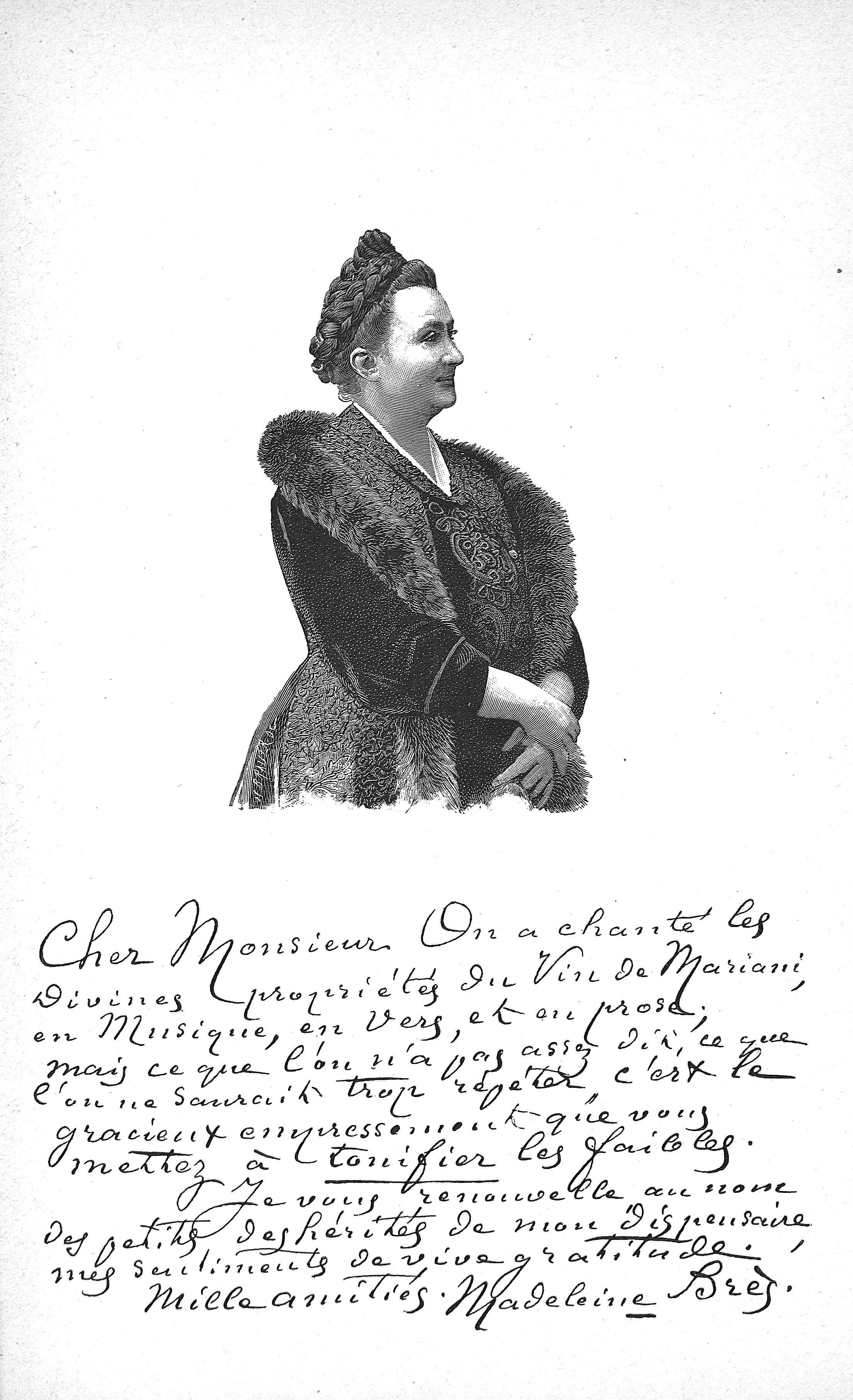
マドレーヌ・ブレ
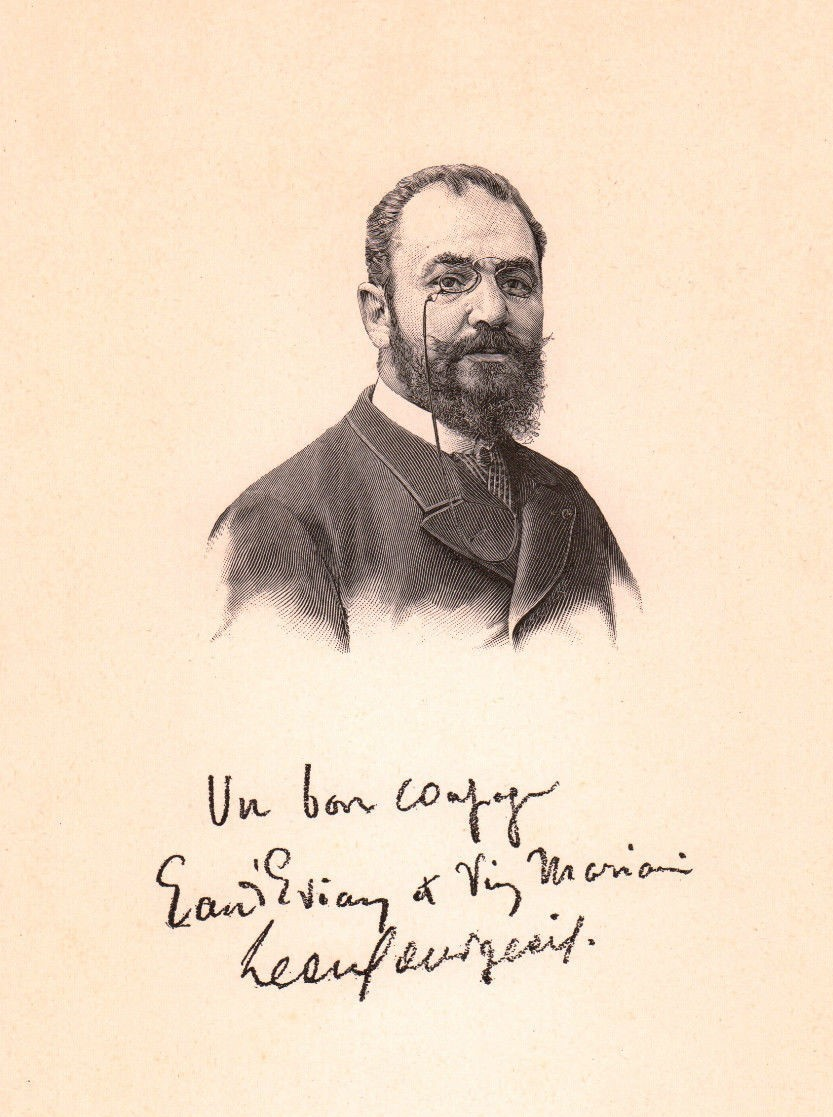
レオン・ブルジョワ
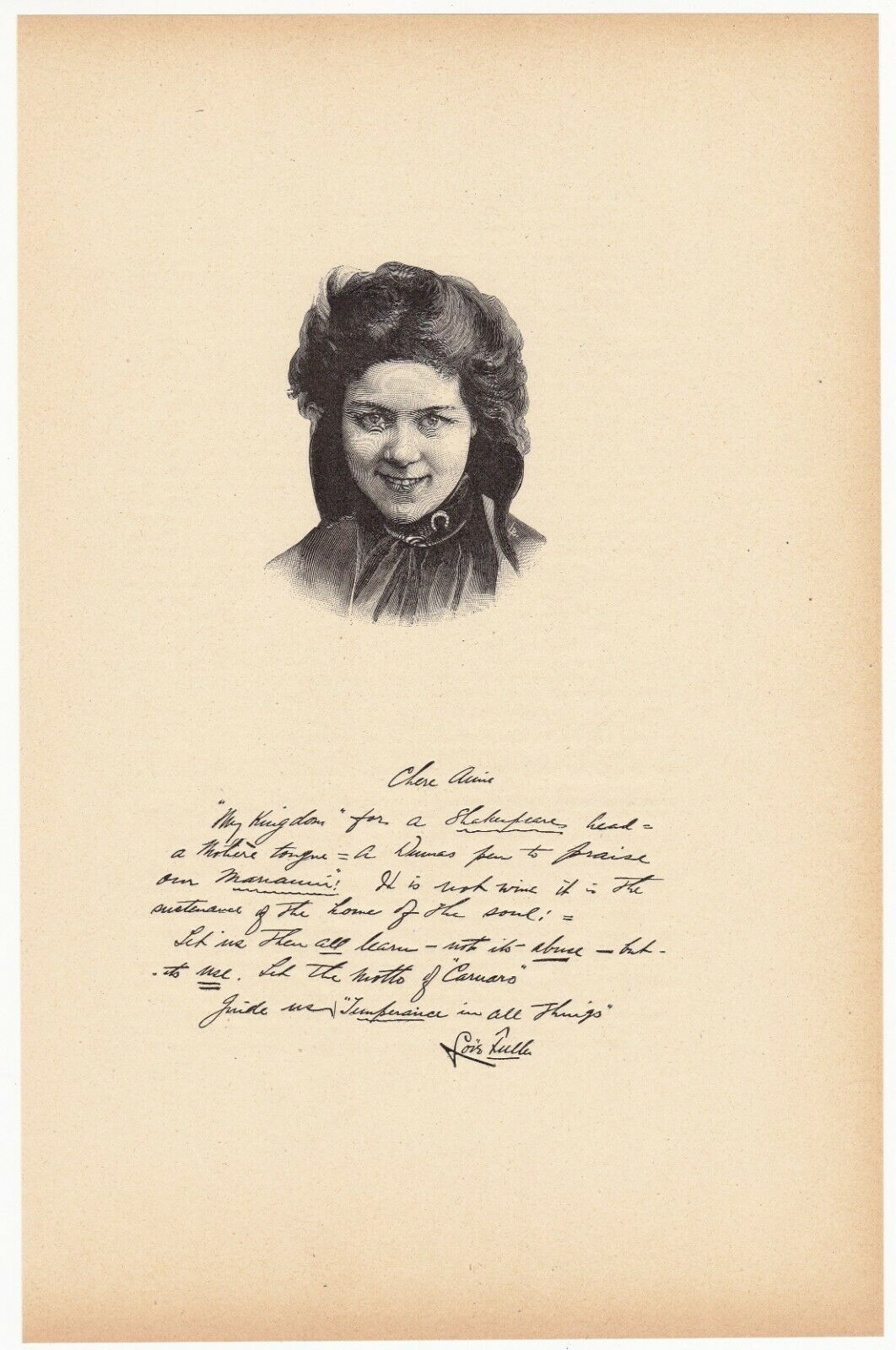
ロイ・フラー
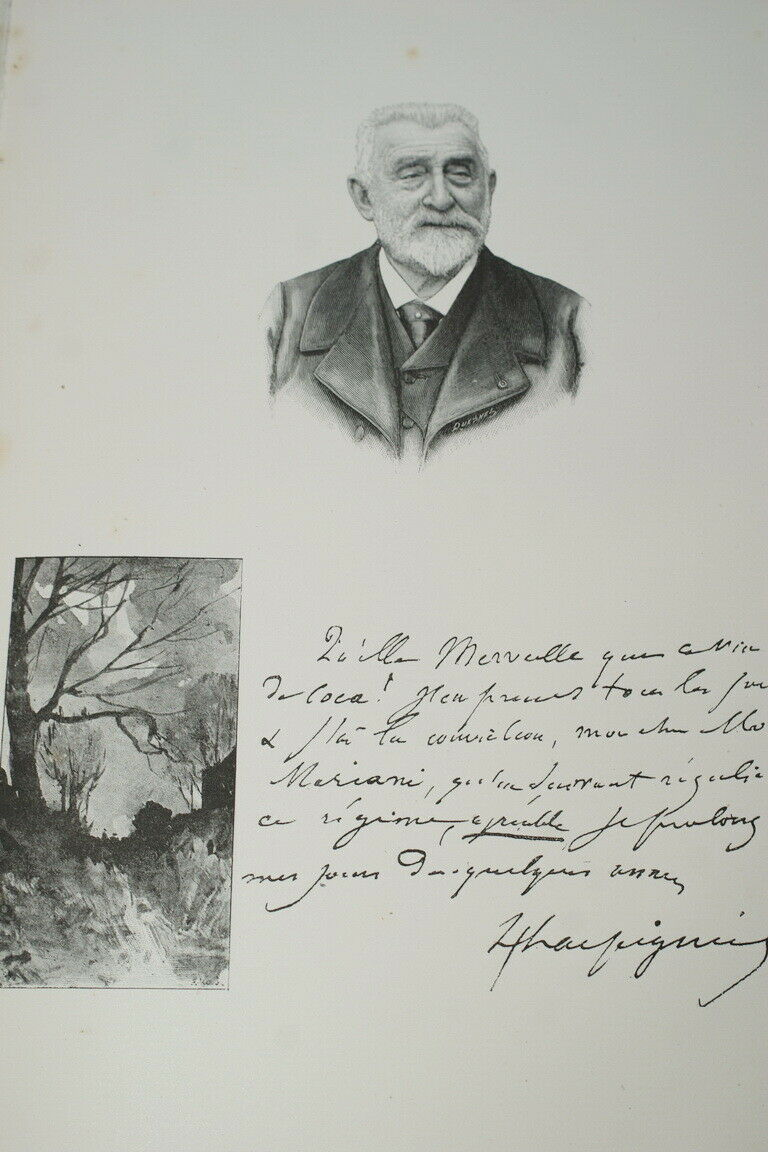
アンリ・アルピニー
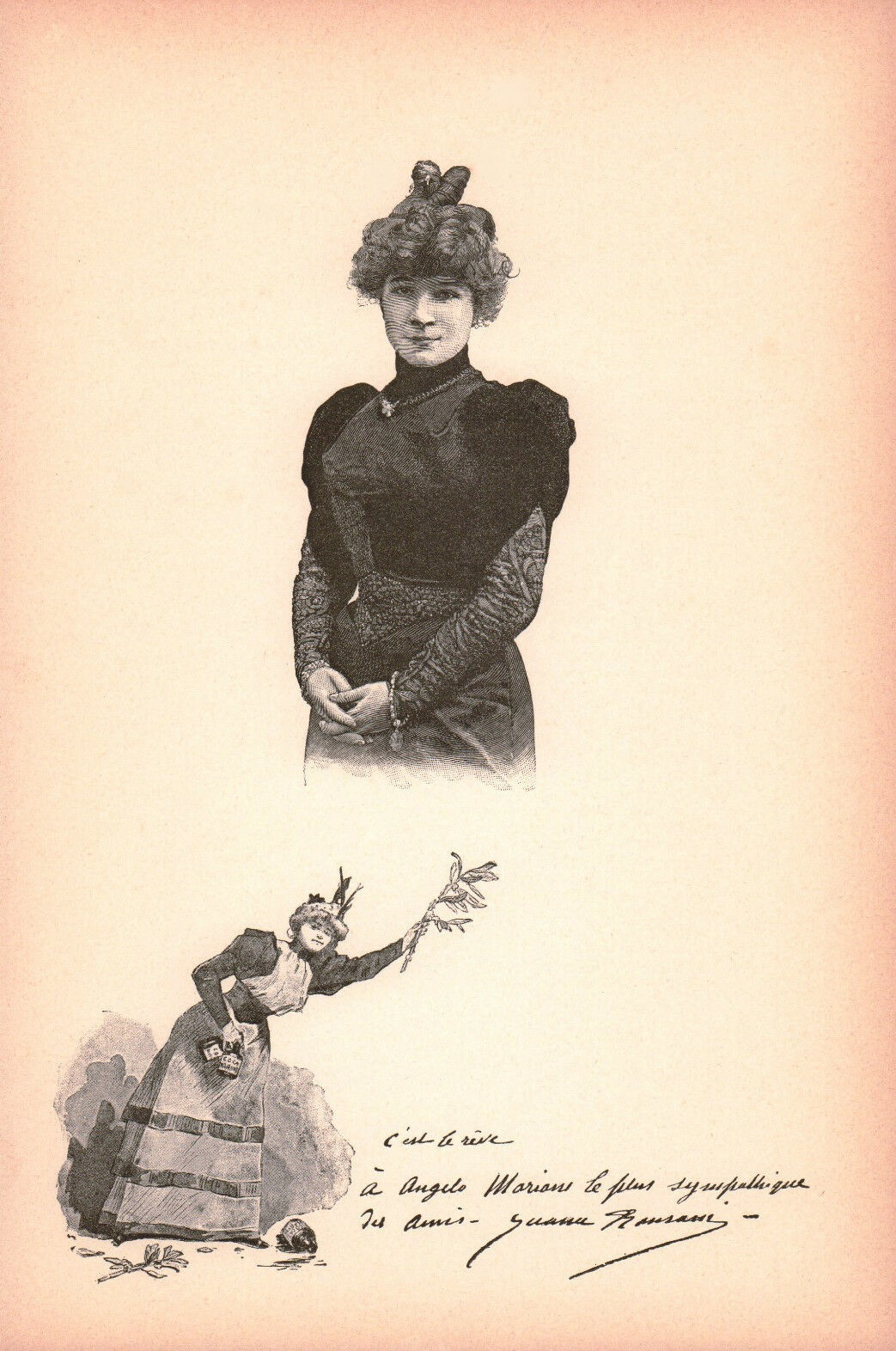
フアナ・ロマーニ
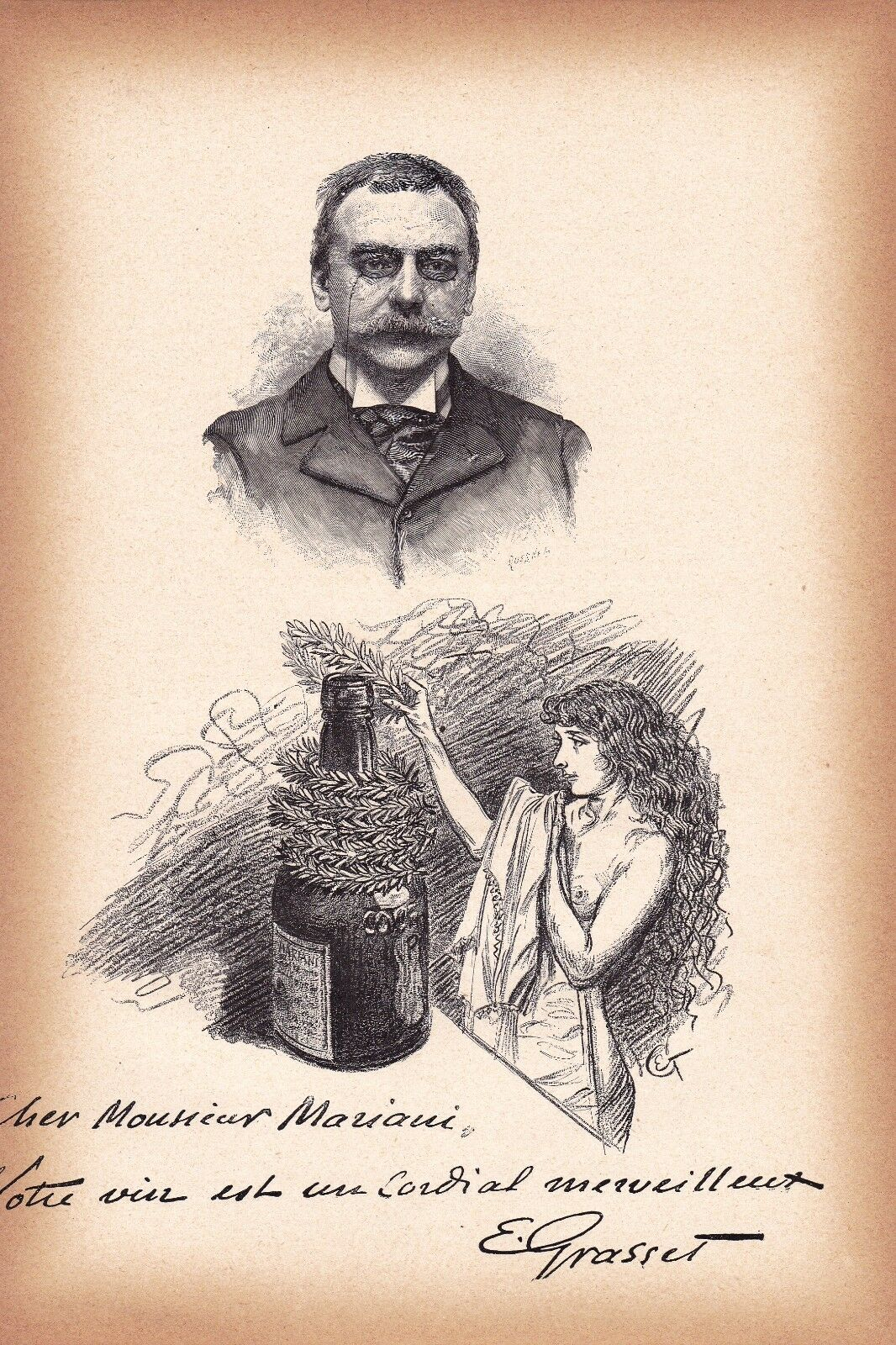
ウジェーヌ・グラッセ

### BnF版抜粋
- 第1巻 (フラマリオン版、1894年) 参照 @Gallica,
- 第2巻 (フローリー版、1896年) 参照 @Gallica,
- 第3巻 (フローリー版、1897年) 参照 @Gallica,
- 第4巻 (フローリー版、1899年) 参照 @Gallica,
- 第4巻抜粋「ジュルナル・デ・デバ」1899年3月30日号図解掲載版 参照 @Gallica,
- 第5巻 (フローリー版、1900年) 参照 @Gallica,
- 第6巻 (フローリー版、1901年) 参照 @Gallica,
- 第7巻抜粋「ジュルナル・デ・デバ」1902年6月14日号図解掲載版 参照 @Gallica,
- 第8巻 (フローリー版、1903年) 参照 @Gallica,
- 第9巻 (フローリー版、1904年) 参照 @Gallica,
- 第10巻 (フローリー版、1906年) 参照 @Gallica,
- 第11巻 (フローリー版、1908年) 参照 @Gallica,
- 第12巻 (フローリー版、1911年) 参照 @Gallica.